# Hume Highway

Trajet de la Hume Highway

La Hume Highway est une des principales routes entre États de l'Australie. Longue de 880 km elle relie Sydney à Melbourne en passant par l'intérieur des terres. Elle fait partie de l'Auslink National Network les principales routes australiennes et un des principaux moyens de transport de marchandises entre les deux villes. Elle dessert aussi les villes d'Albury, Wodonga et Canberra.
L'autre grande route reliant les deux villes est la Princes Highway qui longe la côte.

## Histoire

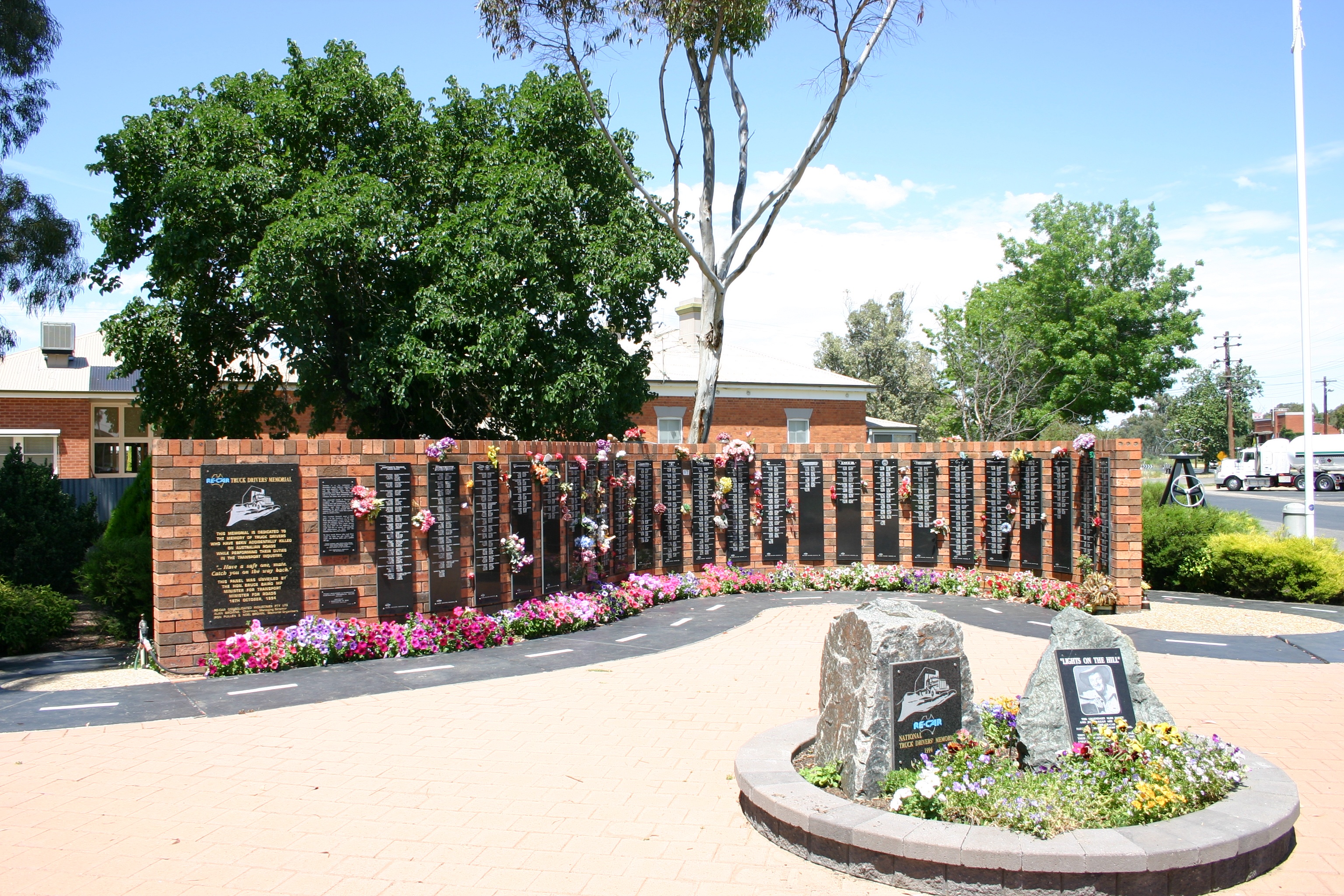
Le mémorial des conducteurs de Trucks à Tarcutta

Lors des vingt premières années de la colonisation de Sydney (créée en 1788), l'exploration de la région au sud-ouest de Sydney fut lente, mais après les voyages de Charles Throsby en 1818 vers l'actuelle ville de Goulburn, puis de l'aller-retour de Hamilton Hume et de William Hovell entre Appin (près de Campbelltown) jusqu'à Port Phillip (l'actuel Melbourne) en 1824, la mise en valeur agricole des Hautes Terres du sud fut très rapide.  La Hume Highway suit dans sa plus grande partie le trajet des premiers explorateurs. 
Le trajet suivi par la Hume Highway pour grimper depuis la côte jusque sur le plateau puis pour traverser la cordillère australienne se situe entre les vallées encaissées et parallèles des rivières Wollondilly et Shoalhaven. Le plateau à faible pente est profondément déchiqueté par la Nepean River et ses affluents. La route utilise quatre ponts de grande hauteur pour franchir ces gorges et contourne la Razorback Range. La montée sur la rive ouest de la Nepean River entre Menangle jusqu'à Mittagong a nécessité d'importants travaux de soutènement, chose dont il est difficile de se rendre compte lorsqu'on circule sur la route à grande vitesse. La route grimpe sans discontinuer sur 16 km depuis le pont du Pheasant's Nest sur la Nepean River à Yerrinbool, avant de redescendre lentement puis de remonter sur le plateau à Aylmerton.